# Nokoreach
Nokoreach és l'himne nacional de Cambodja. Després de derrotar les forces comunistes el 1993, els realistes van restaurar l'himne tradicional. Està basat en una melodia tradicional, el text va ser escrit per Chuon Nat, i va ser adoptat el 1941 i reconfirmat el 1947. Fou reemplaçat entre 1976 i 1993.